# 147 Protogeneia
147 Protogeneia é um grande asteroide escuro localizado no cinturão principal. Com base em seu espectro, ele tem uma classificação Tholen como um asteroide tipo C, Ele possui uma magnitude absoluta de 8,27 e um diâmetro de 132,93 km ou 118,44 ± 10,45 km.

## Descoberta e nomeação
147 Protogeneia foi descoberto no dia 10 de julho de 1875, pelo astrônomo húngaro Lipót Schulhof a partir do Observatório de Viena; Foi sua única descoberta de asteroides. Seu nome é a palavra grega para "primogênito" e foi escolhido por Karl L. Littrow em alusão ao fato de que este foi o primeiro asteroide descoberto por um astrônomo que já era conhecido por seu trabalho em outros campos da astronomia.

## Características orbitais
A órbita de 147 Protogeneia tem uma excentricidade de 0,034 e possui um semieixo maior de 3,134 UA. O seu periélio leva o mesmo a uma distância de 3,028 UA em relação ao Sol e seu afélio a 3,241 UA.